# جون هولمز ماكدويل
جون هولمز ماكدويل (بالإنجليزية: John Holmes McDowell)‏ هو عامل أمريكي في التراث الشعبي، ولد في 25 سبتمبر 1946 في واشنطن العاصمة في الولايات المتحدة.